# Gianluca Cologna
Gianluca Cologna (* 17. Mai 1990 in Santa Maria Val Müstair) ist ein ehemaliger Schweizer Skilangläufer.

## Werdegang
Bis 2010 nahm Cologna an Juniorenrennen teil. Sein Weltcupdebüt hatte er im Dezember 2010 in Davos, das er mit dem 88. Platz im Sprint beendete. Von 2010 bis 2013 trat er vorwiegend beim Alpencup an. Dabei war in der Saison 2012/13 der 20. Platz in der Gesamtwertung seine beste Platzierung. Bei den nordischen Skiweltmeisterschaften 2013 in Val di Fiemme erreichte er den 27. Platz im Sprint. Bei den Schweizer Meisterschaften 2013 in Sedrun holte er Gold im Sprint. Im Dezember 2013, in der Weltcupsaison 2013/14, holte er mit dem dritten Platz im Sprint in Asiago seinen ersten Weltcuppodestplatz. Bei den Olympischen Winterspielen 2014 in Sotschi belegte er im Teamsprint zusammen mit seinem Bruder Dario den fünften Platz. Die Weltcupsaison 2013/14 beendete er auf dem 57. Platz in der Gesamtwertung und dem 21. Platz in der Sprintwertung. Bei den nordischen Skiweltmeisterschaften 2015 in Falun errang er den 27. Platz im Sprint und den 15. Platz im Teamsprint. Sein bestes Weltcupeinzelresultat in der Saison 2017 war der 23. Platz im Skiathlon in Pyeongchang. Im März 2017 wurde er bei den Schweizer Meisterschaften in Val Müstair Dritter mit der Staffel und Zweiter im Sprint.
2018 trat Cologna vom Spitzensport zurück.

## Platzierungen im Weltcup

### Weltcup-Statistik
Die Tabelle zeigt die erreichten Platzierungen im Einzelnen.
- 1.–3. Platz: Anzahl der Podiumsplatzierungen
- Top 10: Anzahl der Platzierungen unter den ersten zehn
- Punkteränge: Anzahl der Platzierungen innerhalb der Punkteränge
- Starts: Anzahl gelaufener Rennen in der jeweiligen Disziplin
- Hinweis: Bei den Distanzrennen erfolgt die Einordnung gemäss FIS.

| Platzierung         | Distanzrennen a | Distanzrennen a | Distanzrennen a | Distanzrennen a | Distanzrennen a | Skiathlon Verfolgung | Sprint | Etappen- rennen b | Gesamt | Team c | Team c  |
| Platzierung         | ≤ 5 km          | ≤ 10 km         | ≤ 15 km         | ≤ 30 km         | > 30 km         | Skiathlon Verfolgung | Sprint | Etappen- rennen b | Gesamt | Sprint | Staffel |
| ------------------- | --------------- | --------------- | --------------- | --------------- | --------------- | -------------------- | ------ | ----------------- | ------ | ------ | ------- |
| 1. Platz            |                 |                 |                 |                 |                 |                      |        |                   |        |        |         |
| 2. Platz            |                 |                 |                 |                 |                 |                      |        |                   |        |        |         |
| 3. Platz            |                 |                 |                 |                 |                 |                      | 1      |                   | 1      |        |         |
| Top 10              |                 |                 |                 |                 |                 |                      | 2      |                   | 2      | 2      |         |
| Punkteränge         |                 |                 |                 |                 |                 | 1                    | 13     |                   | 14     | 5      |         |
| Starts              | 2               | 3               | 4               | 1               |                 | 4                    | 38     | 1                 | 53     | 5      |         |
| Stand: Karriereende |                 |                 |                 |                 |                 |                      |        |                   |        |        |         |

### Weltcup-Gesamtplatzierungen
| Saison  | Gesamt | Gesamt | Distanz | Distanz | Sprint | Sprint |
| Saison  | Punkte | Platz  | Punkte  | Platz   | Punkte | Platz  |
| ------- | ------ | ------ | ------- | ------- | ------ | ------ |
| 2012/13 | 40     | 93.    | -       | -       | 40     | 47.    |
| 2013/14 | 108    | 57.    | -       | -       | 108    | 21.    |
| 2014/15 | 39     | 98.    | -       | -       | 39     | 46.    |
| 2015/16 | 30     | 98.    | -       | -       | 30     | 54.    |
| 2016/17 | 8      | 140.   | 8       | 97.     | -      | -      |